# 이범준 (1933년)
이범준(李範俊, 1933년 6월 29일~2011년 7월 14일)은 대한민국의 정치학자 출신 정치인이다. 제9대 국회의원을 지냈다. 남편은 정치인 박정수이다.

## 학력
- 경기여자고등학교 졸업
- 이화여자대학교 법학과 수학
- 미국 켄터키 주립 대학교 졸업 (정치학 학사)
- 미국 어메리칸 대학교 대학원 졸업 (국제정치학 석사 및 박사)

## 약력
- 이화여자대학교 정치외교학과 교수
- 성신여자대학교 정치외교학과 교수, 학장, 대학원장
- 한국국제정치학회 회장
- 대한민국 외무부 외교정책자문위원회 위원장
- 대한민국 통일부 통일교육홍보위원장 및 통일정책평가위원
- 유엔 및 유네스코 총회 대한민국 대표단 고문
- 국제의회연맹 총회 대한민국 대표
- 서울가정법원 가사조정위원
- 대한민국 중앙인사위원회 위원
- 1973년 ~ 1979년 : 제9대 국회의원 (유신정우회)

## 역대 선거 결과
| 실시년도 | 선거 | 대수 | 직책     | 선거구           | 정당       | 득표수 | 득표율      | 순위 | 당락 | 비고 |
| -------- | ---- | ---- | -------- | ---------------- | ---------- | ------ | ----------- | ---- | ---- | ---- |
| 1973년   | 총선 | 9대  | 국회의원 | 통일주체국민회의 | 유신정우회 |        | \| \| 0% \| | 지명 |      | 초선 |
|          | 0%   |      |          |                  |            |        |             |      |      |      |